# Hymn Czadu
La Tchadienne (Pieśń Czadu) to hymn państwowy Czadu. Został przyjęty w roku 1960. Słowa napisał Louis Gidrol oraz studenci szkoły św. Pawła, a muzykę skomponował Paul Villard.

## Oficjalne słowa hymnu
Peuple Tchadien, debout et à l'ouvrage!
Tu as conquis la terre et ton droit,
Ta liberté naîtra de ton courage.
Lève les yeux, l'avenir est à Toi.
O mon Pays, que Dieu te prenne en garde,
Que tes voisins admirent tes enfants.
Joyeux, pacifique, avance en chantant,
Fidèle à tes anciens te regardent.
Peuple Tchadien, debout et à l'ouvrage!
Tu as conquis la terre et ton droit,
Ta liberté naîtra de ton courage.
Lève les yeux, l'avenir est à Toi.